# Persone di nome David/Cantanti
| Questa pagina contiene informazioni ricavate automaticamente dalle voci biografiche con l'ausilio del template Bio e di un bot. L'aggiornamento è periodico e automatico e ricostruisce completamente la pagina. Se manca una persona in questa lista, sei pregato di non aggiungerla, ma accertati piuttosto che la sua voce biografica contenga il template Bio e che i dati anagrafici siano correttamente compilati. Se il template Bio manca, inseriscilo tu stesso o, in alternativa, metti l'avviso {{tmp\|Bio}} che ne segnala la mancanza. Se i dati riportati sono sbagliati, correggi direttamente la voce biografica; le modifiche saranno visibili in questa lista entro pochi giorni. Per chiarimenti vedi il progetto antroponimi. La lista contiene solo le 54 persone che sono citate nell'enciclopedia e per le quali è stato implementato correttamente il template Bio. Pagina aggiornata al 22 lug 2025. |

Questa è una lista di persone presenti nell'enciclopedia che hanno il nome David e sono cantanti.

## A(2)
- Davido, cantante e produttore discografico nigeriano (Atlanta, n. 1992)
- David Archuleta, cantante e pianista statunitense (Miami, n. 1990)

## B(8)
- David Berman, cantante e compositore statunitense (Williamsburg, n. 1967 - New York, † 2019)
- Randy Blythe, cantante statunitense (Richmond, n. 1971)
- Dave Brock, cantante e chitarrista britannico (Isleworth, n. 1941)
- David Bromberg, cantante statunitense (Filadelfia, n. 1945)
- David Broza, cantante e cantautore israeliano (Haifa, n. 1955)
- David Bustamante, cantante spagnolo (San Vicente de la Barquera, n. 1982)
- David Byron, cantante britannico (Epping, n. 1947 - Maidenhead, † 1985)
- David Sylvian, cantante e musicista britannico (Beckenham, n. 1958)

## C(6)
- David Carreira, cantante francese (Dourdan, n. 1991)
- David Civera, cantante spagnolo (Teruel, n. 1979)
- David Cook, cantante statunitense (Houston, n. 1982)
- Dave Cousins, cantante britannico (Hounslow, n. 1940 - Canterbury, † 2025)
- David Coverdale, cantante e produttore discografico britannico (Saltburn-by-the-Sea, n. 1951)
- David Essex, cantante britannico (Plaistow, n. 1947)

## D(3)
- David DeFeis, cantante e tastierista statunitense (Long Island, n. 1961)
- David Donato, cantante statunitense (Los Angeles, n. 1954 - † 2021)
- David Draiman, cantante statunitense (New York, n. 1973)

## E(2)
- David Honeyboy Edwards, cantante e chitarrista statunitense (Shaw, n. 1915 - Chicago, † 2011)
- David Glen Eisley, cantante statunitense (Los Angeles, n. 1952)

## F(2)
- Lion D, cantante italiano (Londra, n. 1982)
- David Freiberg, cantante, bassista e violinista statunitense (Cincinnati, n. 1938)

## J(1)
- David Johansen, cantante statunitense (New York, n. 1950 - Staten Island, † 2025)

## K(1)
- Dave Kelly, cantante e chitarrista inglese (Streatham, n. 1947)

## L(4)
- Lou Bega, cantante tedesco (Monaco di Baviera, n. 1975)
- David Lindgren, cantante svedese (Skellefteå, n. 1982)
- David Lindley, cantante e polistrumentista statunitense (San Marino, n. 1944 - † 2023)
- Dave Vanian, cantante britannico (Newcastle upon Tyne, n. 1956)

## M(3)
- Ziggy Marley, cantante e chitarrista giamaicano (Kingston, n. 1968)
- David McWane, cantante, musicista e scrittore statunitense (Beverly, n. 1976)
- Dave Mustaine, cantante, chitarrista e produttore discografico statunitense (La Mesa, n. 1961)

## N(1)
- David D'Or, cantante israeliano (Holon, n. 1965)

## O(1)
- Dave Okumu, cantante, chitarrista e produttore discografico austriaco (Vienna, n. 1976)

## P(5)
- David Pack, cantante, chitarrista e produttore discografico statunitense (Huntington Park, n. 1952)
- Dave Padden, cantante e chitarrista canadese (n. 1976)
- David Paich, cantante, tastierista e produttore discografico statunitense (Los Angeles, n. 1954)
- Dave Pirner, cantante e musicista statunitense (Green Bay, n. 1964)
- Dave Prater, cantante, musicista e ballerino statunitense (Ocilla, n. 1937 - Sycamore, † 1988)

## R(6)
- David Rawlings, cantante e chitarrista statunitense (North Smithfield, n. 1969)
- David Readman, cantante britannico (Burnley, n. 1970)
- David Reece, cantante statunitense (Norman, n. 1960)
- David Ritschard, cantante svedese (Huddinge församling, n. 1989)
- David Lee Roth, cantante e compositore statunitense (Bloomington, n. 1954)
- David Ruffin, cantante e musicista statunitense (Whynot, n. 1941 - Filadelfia, † 1991)

## T(2)
- David Tao, cantante e compositore taiwanese (Hong Kong, n. 1969)
- David Thomas, cantante statunitense (Miami, n. 1953 - Brighton & Hove, † 2025)

## V(1)
- David Vincent, cantante e bassista statunitense (Charlotte, n. 1965)

## W(5)
- Papa Dee, cantante svedese (Göteborg, n. 1966)
- Dave Walker, cantante e chitarrista britannico (Walsall, n. 1945)
- David Wayne, cantante statunitense (Renton, n. 1958 - Tacoma, † 2005)
- Dave Williams, cantante statunitense (White Plains, n. 1972 - Manassas, † 2002)
- Dave Wyndorf, cantante e chitarrista statunitense (Red Bank, n. 1956)

## Y(1)
- David Yow, cantante, bassista e attore statunitense (Las Vegas, n. 1960)